# كارلوس بيرالتا (لاعب كرة قدم)
كارلوس بيرالتا (بالإسبانية: Carlos Peralta) هو لاعب كرة قدم كولومبي في مركز الهجوم، ولد في 14 فبراير 1990 في San Antero ‏ في كولومبيا. لعب مع نادي إنفيغادو.

## وصلات خارجية
- كارلوس بيرالتا (لاعب كرة قدم) على موقع قاعدة بيانات كرة القدم.إي يو (الإنجليزية)
- كارلوس بيرالتا (لاعب كرة قدم) على موقع Soccerway.com (الإنجليزية)
- كارلوس بيرالتا (لاعب كرة قدم) على موقع AS.com (الإسبانية)